# 煙の又平
煙の又平（けむりのまたへい）は、TBS系列の時代劇『水戸黄門』の第16部（1986年放映）および次の第17部（1987年放映）の第1話と第8話（回想シーン）に登場する架空の忍者。同シリーズに長期にわたって登場したかげろうお銀の部下である（かげろうお銀の項目も参照）。配役はせんだみつお。

## 設定・横顔
初登場は、かげろうお銀同様第16部の第1話で、常にお銀と行動を共にしていた。お銀のことは「お嬢」と呼んでいる。
お銀の右腕として、賞金目当てで水戸光圀（西村晃）の命を狙ってきたが、第9話でお銀が祖父・藤林無門（佐野浅夫）に一喝されると、一転して「お頭のお言いつけに背いてはなりません！」とお銀を止める。その直前に、光圀の命を狙って賞金を持ちかけた黒幕の根来忍者・玄心（石橋雅史）の一味にお銀が人質として捕らえられた時には、単身お銀の救出に向かう最中に風車の弥七と出会って、玄心の真の狙いを教えられた上で光圀一行の所に連れて行かれ、お銀を助けるために光圀への協力を決意する（つまり又平の方がお銀より一足先に改心している）。その後、渥美格之進と弥七の2人と共にお銀の救出に向かった際に竜神坊（市村昌治）の放った手裏剣を食らって負傷し、療養した後に第14話でお銀を含めた光圀一行に追いつき、一行に加わる。ただし、その後は毎回登場していた訳ではなく、風車の弥七とお銀・又平コンビの少なくともどちらかが登場する形になっていた。
第16部の最終話（第39話）では、お銀と共に紀州に帰ろうとするが、お銀が光圀の下に留まることになり、一人で紀州に帰る（帰ったことは第17部の第1話の冒頭でうっかり八兵衛の口から語られた）。
第17部の第1話で、鳥羽藩をめぐる騒動に際し、事態解決のため城代家老・本多左京（中丸忠雄）の娘・弥生（山崎美貴）を光圀のいる水戸へ赴かせる上での警護役として、本多の要請を受けた無門から差し向けられる。この際、本多からは「又平殿」と呼ばれている。その途中三島の宿場で水戸家の道中の差配をしていた佐々木助三郎と再会するが、弥生を助三郎に引き合わせるべく呼びに戻った所で弥生ともども黒谷の道鬼（内田勝正）一味の襲撃を受け、弥生を庇って戦い続けた結果お銀との再会を果たせぬまま殉職した。その死は助三郎と弥生が看取ることとなった。第8話でも出演者にクレジットされているが、又平の登場場面は第1話の回想シーンである。第9話でお銀が道鬼を倒して仇を討った後は飛猿がレギュラーに加わり、又平の名は語られていない。
第23部と第24部の間に放送されたスピンオフ作品『水戸黄門外伝 かげろう忍法帖』では、双子の弟・花火の又八（せんだみつお）がレギュラーで登場した。
戦闘時は黒い忍び装束に額当てのついた忍者頭巾という出で立ちで、忍者の技としてはその名の通り火薬使いの名人である。「火炎大筒」という大砲を攻撃や暗闇を照らすための打ち上げ花火のような照明弾として使用したほか、「霞玉」という名の煙幕効果を持つ爆弾の一種や、ネズミ花火・爆竹などの花火全般を主に敵の幻惑や足止め目的に使っていた。他に玄心の人質にされたお銀の救出に向かった際には、着ていた着物を焚き火に放り込んで爆発させ、敵を怯ませる戦法も見せている。ただ武術の技量は弥七など他のレギュラーキャラの忍者よりは低いようで、大殺陣においては八兵衛などと同様に巻き込まれた一般人を避難させたり、前述の火炎大筒やネズミ花火や爆竹を駆使しての援護に回ることが多かった。接近戦では刀を使うほか、頭突きや相手の足を踏みつけて怯ませるなどの攻撃手段を用いている。
うっかり八兵衛と共にコメディリリーフの役割も担っており、一行の人物の中では八兵衛にも敬語で話していた。ちなみに八兵衛とお銀は立場としては対等だった。

## 余談
- サン電子が製作したファミリーコンピュータ用ゲーム『水戸黄門』シリーズの一作目のみサポートキャラクターとして登場する。